# História Whig
História Whig (ou historiografia Whig) é uma abordagem da historiografia que apresenta a história como uma jornada de um passado opressivo e obscuro a um "presente glorioso". O presente descrito é geralmente um operando sob formas modernas de democracia liberal e monarquia constitucional: era originalmente um termo satírico para as grandes narrativas patrióticas que elogiavam a adoção da monarquia constitucional pela Grã-Bretanha e o desenvolvimento histórico do sistema de Westminster. O termo também tem sido amplamente aplicado em disciplinas históricas fora da história britânica (por exemplo, na história da ciência) para descrever "qualquer sujeição da história ao que é essencialmente uma visão teleológica do processo histórico". Quando o termo é usado em contextos diferentes da história britânica, é preferível "história whig" (em minúsculas).
No contexto britânico, os historiadores whig enfatizam a ascensão do governo constitucional, das liberdades pessoais e do progresso científico. O termo é frequentemente aplicado de forma geral (e pejorativamente) a histórias que apresentam o passado como a marcha inexorável do progresso em direção ao esclarecimento. O termo também é usado extensivamente na história da ciência para se referir à historiografia que se concentra nas cadeias bem-sucedidas de teorias e experimentos que levaram às teorias atuais, enquanto desconsideram as teorias fracassadas.

## Terminologia
O historiador britânico Herbert Butterfield cunhou o termo "história Whig" em seu livro The Whig Interpretation of History (1931). Leva o nome dos Whigs britânicos, defensores do poder do Parlamento, que se opunham aos Conservadores, defensores do poder do rei. 
O uso que Butterfield faz do termo não tem relação com o partido Whig britânico ou o americano, nem ao Whigismo, mas sim com "a escola de historiografia do século XIX que elogiava todo o progresso e habitualmente associava o protestantismo a visões liberais de liberdade". Os termos "whig" e "whiggish" são agora usados de forma ampla, tornando-se "termos universais para descrever todas as narrativas progressistas".